# Monte Dij-Tau
Dij-Tau, Dykh-Tau o Dykhtau es un montaña del Cáucaso ubicada en Kabardino-Balkaria, Rusia. Su cumbre está a unos 5 km de la frontera con Georgia. Es el segundo pico más alto del Cáucaso y de Europa, después del monte Elbrus.

## Acceso
Se puede acceder a Dykh-Tau desde el norte (Rusia). Se puede llegar al pueblo de Bezingi desde Nalchik, en Kabardino-Balkaria, con un transporte público poco frecuente; aquí se debe alquilar un vehículo 4WD. La base alpina de Bezingi  se alcanza a los 2180 m de altitud. Desde aquí se tardan otros 2 días en llegar a la base de la escalada.

## Rutas de escalada
El Dij-Tau es uno de los grandes picos del Cáucaso, frente al magnífico Muro de Bezingi al otro lado del glaciar Bezingi. El primer ascenso se realizó en 1888 por Mummery y Zarfluh, lo cual supuso un logro importante en ese momento. Su ruta por la cara suroeste ya no se utiliza como la ruta normal, ahora es el paso Norte clasificado 4B (clasificación rusa).